# 카슈가르 지구
카슈가르 지구(위구르어: قەشقەر ۋىلايىتى 카슈가르 지구) 또는 카스 지구(중국어 간체자: 喀什地区, 병음: Kāshí Dìqū)는 신장 위구르 자치구의 서쪽에 위치한 지구이다. 카슈가르 지구 행정공서가 설치되어 있고, 면적은 112,058km2이고 인구는 368만 명(1인당 인구 밀도 33명/km2, 2007년)이다.

## 지리
신장 위구르 자치구의 서남부에 위치해, 동 자치구의 키질수 키르기스 자치주, 아크수 지구, 호탄 지구 및 파키스탄(카슈미르 지방), 아프가니스탄(바다흐샨주), 타지키스탄(고르노바다흐샨 자치주)에 접한다. 또 동자치구의 투무스커 시를 접하고 있다.

## 역사
1956년 야르칸드 전구를 카슈가르 전구에 합병했으며, 1971년 1월에 카슈가르 전구로부터 카슈가르 지구로 개칭되었다.

## 민족
2000년의 카스 지구의 민족 조사에서 나타난 민족의 수와 비율은 다음과 같다.
| 민족       | 인구      | %      |
| ---------- | --------- | ------ |
| 위구르족   | 3,042,942 | 89.35% |
| 한족       | 311,770   | 9.15%  |
| 투지크족   | 33,611    | 0.99%  |
| 키르기스족 | 5,078     | 0.15%  |
| 후이족     | 5,046     | 0.15%  |
| 우즈베크족 | 2,496     | 0.07%  |
| 투자족     | 829       | 0.02%  |
| 먀오족     | 649       | 0.02%  |
| 몽골족     | 634       | 0.02%  |
| 티베트인   | 530       | 0.02%  |
| 좡족       | 521       | 0.02%  |
| 기타       | 1,607     | 0.05%  |

## 행정 구역
1개의 현급시, 11개의 현, 1개의 자치현으로 구성되어 있다.
- 현급시
  - 카스 시(카슈가르 시)(위구르어: قەشقەر شەھىرى, 중국어: 喀什市)
- 현
  - 수푸 현(카슈가르코나사하르 현)(위구르어: قەشقەر كونا شەھەر ناھىيىسى, 중국어: 疏附县)
  - 수러 현(카슈가르옝기사하르 현)(위구르어: قەشقەر يېڭىشەھەر ناھىيىسى, 중국어: 疏勒镇)
  - 잉지사 현(옝기사르 현)(위구르어: يېڭىسار ناھىيىسى, 중국어: 英吉沙县)
  - 쩌푸 현(포스캄 현)(위구르어: پوسكام ناھىيىسى, 중국어: 泽普县)
  - 사처 현(야르칸드 현)(위구르어: يەكەن ناھىيىسى, 중국어: 莎车县)
  - 예청 현(카길리크 현)(위구르어: قاغىلىق ناھىيىسى, 중국어: 叶城县)
  - 마이가이티 현(마키트 현) 위구르어: مەكىت ناھىيىسى, 중국어: 麦盖提镇)
  - 웨푸후 현(요푸르가 현)(위구르어: يوپۇرغا ناھىيىسى, 중국어: 岳普湖县)
  - 가스 현(페이지와트 현)(위구르어: پەيزىۋات ناھىيىسى, 중국어: 伽师县)
  - 바추 현(마랄베시 현)(위구르어: مارالبېشى ناھىيىسى, 중국어: 巴楚县)
- 자치현
  - 타스쿠얼간 타지크 자치현(타슈쿠르간 타지크 자치현)(위구르어: تاشقۇرقان تاجىك ئاپتونوم ناھىيىسى, 중국어: 塔什库尔干塔吉克自治县)

중심지는 카슈가르시이다.

## 같이 보기
- 동튀르키스탄 제1공화국
- 투무수커시